# Ставропольская улица (Самара)
Ставропо́льская у́лица — улица в Промышленном, Кировском и Советском районах городского округа Самара. Начинается от пересечения улиц Советской Армии и Антонова-Овсеенко и заканчивается пересечением с Алма-Атинской улицей. 
Пересекается с улицами: XXII Партсъезда, Средне-Садовой, Александра Матросова, Ново-Вокзальной, Воронежской, Красносельской, Путиловской, Моршанской, Краснодонской, проспектом Кирова, Каховской, Минской, Кромской, Угличской, Майской, Ливенской, Болховской, Советской, Ташкентским переулком и Пугачёвской. Протяжённость 5,1 км.

## История
Улица образована в 1949 году из Шестой улицы Безымянки (которая представляла собой участок нынешней улицы Ставропольской от Пугачёвской до Краснодонской). В 1952 году в состав улицы вошли части и других улиц.

## Этимология годонима
Улица названа в честь одноимённого российского города Ставрополя.

## Объекты и здания
- Безымянское кладбище
- Бани Металлургов
- Отдел ГИБДД Управления МВД России по г. Самаре
- Институт дистанционного образования, Московский финансово-юридический университет
- Храм в честь иконы Божией Матери Умиление
- Самарский областной клинический госпиталь для ветеранов войн

### Парки
- Парк культуры и отдыха им. 50-летия Октября
- Парк Молодёжный

### Спортивные объекты
- Стадион «Металлург», вход на северную трибуну осуществляется непосредственно с улицы Ставропольская.
- Стадион «Орбита»

## Транспорт

### Трамвай
- Трамвайное движение на участке от улицы Советской Армии до Советской. Проходит маршрут трамвая № 13.
- На участке от улицы XXII Партсъезда до улицы Советской. Проходит маршрут трамвая № 21(раб. дни).
- На участке от улицы XXII Партсъезда до улицы Ново-Вокзальной. Проходят маршруты трамваев № 7 (по рабочим дням), 11 (по выходным дням), 12 (по выходным), 19 (по рабочим дням). [1]

### Троллейбус
По проспекту Кирова улицу Ставропольскую пересекают следующие маршруты троллейбуса № 4, 4к(час пик), 8, 8в, 12, 13, 18(час пик), 20.

### Автобус
- На участке от улицы Алма-Атинская до проспекта Кирова в час пик проходит маршрут № 9.
- На участке от Ташкентского переулка до проспекта Кирова проходит маршрут № 9к.
- На участке от улицы Александра Матросова до Ново-Вокзальной проходят маршруты № 38, 38к, 38м. [3]

### Маршрутные такси
- На участке от улицы Александра Матросова до Ново-Вокзальной проходит маршрут № 38.
- На участке от улицы XXII Партсъезда до улицы Ново-Вокзальная проходит маршрут № 295. [4]